# نیسان تیدا
نیسان تیدا (Nissan Tiida) خودرویی است که از سال ۲۰۰۴–کنون در سه نسل تولید شده‌است. طراحی آن خودروهای موتور جلو-محور جلو و خودروهای موتور جلو-چهار چرخ متحرک بوده طول آن در حالت طبیعی ۴٬۲۹۵ میلیمتر (۱۶۹٫۱ اینچ) و عرض آن در حالت طبیعی ۱٬۶۹۵ میلیمتر (۶۶٫۷ اینچ) است. سیستم جعبه‌دندهٔ آن ۴ دنده به دو صورت خودکار و دستی است.